# Обе-Рек
«Обе-Рек» — российская рок-группа, играющая альтернативный рок, номинанты премии «RAMP-2009». Основана в Воронеже в 2003 году.
В текущий состав группы входят:
- Денис Михайлов — вокал, акустическая гитара, тексты (основатель);
- Василий Каширин — гитара;
- Фёдор Румянцев — бас-гитара (с 2022 года);
- Владимир Ковальчук — барабаны, e-percussion (с 2019 года).

## История
Коллектив «Обе-Рек» был создан в 2003 году в городе Воронеже Денисом Михайловым, Максимом Литвиновым, Алексеем Авериным и Александром Калининым. Вскоре началась работа над первым альбомом, а затем и концертные выступления. Позже к группе присоединился клавишник Иван Коробкин и бэк-вокалист Алексей Куршин. В таком составе в 2007 году был записан альбом «Колея», благодаря которому группа вошла в число хедлайнеров ежегодного воронежского фестиваля «Шурф». В том же 2007 год «Обе-Рек» выступил на международном фестивале «Воздух» в Петрозаводске и на концерте «Герой нашего времени» в «Лужниках». Песни «Колея» и «Река» попали в эфир «Нашего радио». В 2008 году место Ивана Коробкина занял Александр Бычков.
В 2008 году «Обе-Рек» записал свой второй альбом «Ты»; официально альбом был издан на лейбле «Капкан Records» год спустя. С этого момента начался новый этап в жизни группы: сняв дебютный видеоклип на главную песню альбома, «Обе-Рек» попал в ротацию телеканала «A-One» и несколько недель удерживал первое место в «Top-10», а затем был номинирован на премию «RAMP» одновременно в трёх номинациях. В 2010 году был выпущен третий альбом группы — «Присутствие», который получился более тяжёлым и надрывным. Он посвящён присутствию человека в этом мире, его предназначению и проблемам. Клип на дебютную песню альбома «Ты» был настолько успешен, что один из его создателей — режиссёр и сценарист Александр Маков (известный любителям большого кино по фильму «Морфий») — предложил группе снять второе видео и выбрал для этого песню «Возвращайся» из альбома «Присутствие».
В 2011 году группу покинули басист Максим Литвинов и гитарист Алексей Аверин. Им на смену пришли Мирча Клепиков и Данила Асунин. Началась работа над альбомом «Якорное поле» (2012, М2БА). В 2011 году «Обе-Рек» впервые выступал на альтернативной сцене фестиваля «Нашествие».
В конце 2012 года, в связи с переездом в Москву Дениса Михайлова, произошла очередная смена состава группы. В «Обе-Рек» пришли музыканты прекратившей на тот момент существование группы «Fosfor» Василий Каширин (гитара), Тимур Авдали (бас) и Евгений Гомоной (барабаны). В 2013 году на московском лейбле М2БА вышел пятый официальный альбом группы с одноимённым названием «Обе-Рек». Были сняты видеоклипы на песни, включённые в этот альбом — «Колодец» и «Уходи». Композиция «Колодец» вошла в ротацию на «Нашем радио» и попадала в голосование «Чартовой дюжины». В том же году была начата работа над очередным альбомом группы. В сентябре 2013 года «Обе-Рек» выпустил сингл, в который вошли 2 композиции из нового альбома — «Золотая рыбка» (на песню был снят лайф-клип) и «Полость».
В конце 2014 года группа выпустила свой шестой альбом, получивший название «Зажигалка», а в марте 2015 года выходит сингл под названием «Лучший из миров». В конце 2014 — начале 2015 после ряда кадровых перестановок новым ударником группы становится Михаил Малышев. 30 сентября 2016 года Обе-Рек выпускает свой седьмой официальный альбом «Здесь».
В 2017 году в аудио и видео формате был презентован «Ламповый» альбом unplugged (в него вошли треки из разных альбомов). 30 сентября 2018 года Обе-Рек выпускает альбом «Сердце», презентация которого приурочена к пятнадцатилетию группы.
5 февраля 2019 года Михаил Малышев на своей странице в соцсети «ВКонтакте» объявил об уходе из группы. После его ухода в качестве сессионного барабанщика в группе играет Роман Щукин.
5 апреля 2019 года группа презентовала слушателям сингл «Домой».
11 сентября 2019 года группа Обе-Рек представила слушателям нового барабанщика — Владимира Ковальчука, первое сотрудничество с которым произошло в сентябре 2014 года, на фестивале «Metro on Stage», где они выступали.
11 октября 2019 года группа выпустила сингл «Летучая мышь». В него вошли 2 композиции: «Каждый» и «Летучая мышь».
9 октября 2020 года «Обе-Рек» представил свой девятый официальный альбом «Пикник на обочине». В него вошли 17 композиций, включая акустическую версию песни «Сквозная» и совместно исполненный с вокалистом «Операции пластилин» Анатолием Царевым трек «Выжил».
10 марта 2023 года песня «Где я живу» с альбома «Персональный ад» попала в ротацию «Нашего радио» и была представлена как новинка в Чартовой дюжине. На следующей неделе песня попала на 6 строчку, а ещё через неделю, 24 марта 2023 года, возглавила хит-парад. Всего композиция продержалась в чарте 25 недель, трижды поднималась на верхнюю ступень, кроме того, заняла 3-е место в Чартовой Дюжине по итогам 2023 года. В начале 2024 года песня «Нужен» вошла в хит-парад «Чартовой дюжины», где песня несколько раз занимала верхнюю строчку.
Весной 2025 года группа выпустила альбом «Алый край неба». В планах коллектива снять клип на заглавную песню альбома. Уже запущен сбор денежных средств для помощи в съёмках.

## Совместные проекты
В 2011 году с вокалисткой московской альтернативной группы «Слот» Дарией Ставрович была записана дуэтная композиция «Фонари» и снят клип с участием певицы.
В конце 2015 года совместно с «ДМЦ» был выпущен трек «Смеяться всем в лицо».
В 2016 году с «Немного нервно» был записан сингл «Сердце маленькой девочки». В том же году Денис Михайлов поучаствовал в записи композиции «Притворись» Олега Балашова из Prostoband, песня вскоре появилась в эфире радиостанций «Наше радио» и «Своё радио». В 2017 году был снят клип на неё.
В 2019 году Денис Михайлов записал совместный трек «Молчание в эфире» с группой Театр Иллюзий, который несколько недель был в хит параде Своего радио.
В рамках альбома «Сердце» был записан совместный с лидером группы «Йорш» Дмитрием Соколом трек под названием «Шансы».

## Смысл названия
По утверждению музыкантов, слово «Обе-Рек» — неологизм, состоящий из двух корней «обе» и «рек» и означающий единство двух измерений: поверхности и глубины реки. «При чём здесь река? Образ реки весьма поэтично, на наш взгляд, выражает феномен человеческого бытия. Река, как и человек, имеет поверхность и глубину. Человеческая поверхность — это наши маски и социальные роли, обыденность, будничность, рутинность. Но есть и глубина, тёмная, таинственная…»

## Альбом «…Ты»
Альбом был записан и сведён в Воронеже силами группы в 2008 году и размещён на сайте «Обе-Река» для свободного скачивания. Диск был издан на лейбле «Капкан Records».
На заглавную песню был снят клип. Сценаристом стал Александр Маков, а режиссёрами Александр Маков и Сампо Манснерус, работавший с группой 5’nizza. Съёмки проходили зимой в Санкт-Петербурге в неотапливаемом павильоне в холодной ванной комнате. Клип попал в ротацию телеканала «A-ONE» и несколько недель продержавшись на вершине Top-10. 

## Альбом «Сердце»
Во многом, по словам музыкантов, пластинка оказалась экспериментальной и разноплановой в контексте создания аранжировок и использования стилистических элементов. «Жанровый микс» в альбоме широко представлен различными «ингредиентами» — от разной степени тяжести панка до лиричных полуакустических произведений. Узловые проблемы человеческой жизни по-прежнему остаются в центре внимания художников. Время, любовь, свобода, творчество, конечность и трагичность «вброшенного» в мир существования оказываются основным предметом творческой рефлексии музыкально-поэтической группы проекта «Обе-Рек».

## Синглы
- «Фонари» (feat. Nookie) (2011)
- «Колодец» (2012)
- «Куклы» (2012)
- «Золотая рыбка» (2013)
- «Кольца» (2016)
- «Воском плавится» (2017)
- «Доброго пути» (2017)
- «Мой апрель» (2017)
- «Домой» (2019)
- «Летучая мышь» (2019)
- «Мир нас поймал» (2021)
- «Всякий раз» (2021)
- Нужен» (2024)

## Дискография
- «Мало правды» (демо-альбом) (2004)
- «Колея» (2007)
- «…Ты» (2008)
- «Присутствие» (2010)
- «Якорное поле» (2012)
- «Обе-Рек» (2013)
- «Зажигалка» (2014)
- «Здесь» (2016
- «Ламповый» (мини-альбом, 2017)
- «Сердце» (2018)
- «Пикник на обочине» (2020).
- «Персональный ад» (2023).
- «Алый край неба» (2025).

## Видеография
- «…Ты» (2009) — режиссёры Александр Маков, Сампо Манснерус.
- «Возвращайся» (2010) — режиссёр Александр Маков.
- «Фонари» (2011) — режиссёр Александр Маков.
- «Колодец» (2012) — производство RuCreation.
- «Уходи» (2013) — производство Boroda Production.
- «Золотая рыбка» (live) (2013 год) — производство Boroda Production.
- «Художник» (2014) — режиссёр Александр Маков.
- «Накануне тепла» (2014)
- «Кольца» (2016) — производство Lions Production.
- «Лучший из миров» (2016)
- «Пепел» (2017) — режиссёр Юлий Кудрявцев.
- «Сердце» (2020) — режиссёр Илья Туз. В главной роли актриса Александра Власова.

## Факты
Песня «Золотая рыбка» посвящена вокалисту воронежской группы «Рок-полиция» Андрею Проскурину.
Песня «Другу» посвящена бывшему преподавателю Дениса Михайлова.